# Margret Sell
Margret Sell, geborene Krüger (* 1898 in Lauenburg in Pommern; † 1973) war eine deutsche Lehrerin und Schriftstellerin.

## Leben
Als Lehrerin arbeitete Margret Sell in Berlin und in Pommern. Später lebte sie in Knittlingen in Baden-Württemberg. 
Sie schrieb Lyrik, Novellen und Märchen. 

## Werke
- Das Lied einer Liebe. Ostsee-Verlag, Leichlingen 1959.
- Reminiszenz. Ostsee-Verlag, Leichlingen 1963.
- Wind und Weite. Ostsee-Verlag, Leichlingen 1970.